# Thibaut Maenhout
Thibaut Maenhout (24 mei 1989) is een Belgische schaker met een rating van 2392 in 2016. Hij speelde in de koninklijke Brugse schaakkring. Hij is, sinds 2015,  Internationaal Meester (IM). 
- In juli 2005 speelde hij mee in het toernooi om het kampioenschap van België dat in Aalst gespeeld werd en dat met 7 uit 9 gewonnen werd door Alexandre Dgebuadze. Maenhout eindigde met 5.5 punt op de vierde plaats.
- In november 2005 speelde Thibaut mee in het wereldkampioenschap voor de jeugd dat in Istanboel gespeeld werd. Shakhriyar Mamedyarov werd met 10.5 punt kampioen en Thibaut Maenhout behaalde 6.5 punt
- Thibaut werd driemaal na elkaar Jeugdkampioen van België bij de elite (2004, 2005 en 2006).
- In 2010 won hij, voor de 3e keer op rij, de zomerblitz in Lommel.[1][2]
- In 2011 won hij met 7 pt. uit 7 het lentetoernooi van Brugge.[3]

In 2006 werd hij FIDE Meester (FM), in 2015 werd hij IM. 
Hij is lid van de Nederlandse schaakvereniging HWP Sas van Gent.

## Externe koppelingen
- (en)   Informatie over schaakpartijen van Thibaut Maenhout op ChessGames.com
- (en)   Informatie over schaakpartijen van Thibaut Maenhout op 365chess.com
- (en)  FIDE-ratinggegevens voor Thibaut Maenhout